# Erfde
Erfde település Németországban, Schleswig-Holstein tartományban. Lakosainak száma 2135 fő (2023. december 31.).

## Népesség
A település népességének változása:
| Lakosok száma | 1987 | 2006 | 1875 | 1904 | 1972 | 2090 | 2135 |
|               | 1975 | 2010 | 2017 | 2019 | 2021 | 2022 | 2023 |